# Суец-Мару
Суец-Мару — транспортне судно, яке під час Другої світової війни брало участь у операціях японських збройних сил на Тихому океані. 
Судно спорудили в 1919 році на верфі Sumitomo Shipbuilding & Machinery в Уразі для компанії  Yamashita Kisen. В 1934-му новим власником стала Kuribayashi Shosen. 
30 жовтня 1937-го, коли вже кілька місяців йшла Друга японо-китайська війна, «Суец-Мару» вийшло з Осаки з військовслужбовцями одного з піхотних полків. 5 листопада конвой, до якого входило «Суец-Мару», прибув до затоки Ханчжоу (дещо південніше від Шанхаю), проте через нестачу десантних засобів висадка з судна почалась лише 10 листопада. 
У вересні 1941-го «Суец-Мару» реквізували для потреб Імперської армії Японії. 13 грудня 1941 «Суец-Мару» разом зі ще 7 суднами вийшло із в'єтнамського порту Камрань, маючи на борту підрозділи 5-ї піхотної дивізії. Під вечір 16 грудня судна почали розвантаження в сіамському порту Паттані на східному узбережжі півострова Малакка, за декілька десятків кілометрів від кордонів британської Малаї (можливо відзначити, що перші війська японці десантували на півострів Малакка ще 8 грудня).
Станом на середину лютого 1942-го «Суец-Мару» опинилось в Голо (архіпелаг Сулу), де збирались сили для висадки на сході острова Ява. 19 лютого «Суец-Мару» та ще 38 транспортів полишили Голо, маючи на борту 48-му піхотну дивізію. Під час переходу до конвою приєднались ще 6 транспортів, але два судна відділились. 27 лютого з'єднання бойових кораблів виграло битву в Яванському морі й у перші години 1 березня транспортні судна розпочали висадку військ на сході острова Ява біля Крагану.
14 квітня 1942-го «Суец-Мару» разом зі ще 31 транспортом вийшло з Сінгапуру в межах операції по доставці військових контингентів до Бірми (Третій бірманський конвой). 19 квітня конвой досягнув Рангуну, а 22 – 28 квітня судно повернулось до Сінгапура.
В листопаді 1942-го судно перевозило загін військовослужбовців з Сурабаї (головна база на сході Яви) до Амбону (південна частина Молуккського архіпелагу). 25 листопада американський підводний човен USS Thresher випустив 2 торпеди по «Суец-Мару», одна з яких потрапила у ціль. Втім, судно лише отримало пошкодження, хоча під час атаки загинуло 126 військовослужбовців, що перебували на борту.
Не пізніше травня 1943-го «Суец-Мару» відновило свою роботу. 23 травня – 13 червня воно прослідувало в кількох конвоях з Сінгапуру до японського порту Моджі. 
Станом на середину серпня 1943-го судно перебувало в Мако (база японських ВМС на Пескадорських островах у південній частині Тайванської протоки), звідки 13 – 21 серпня прослідувало до Сайгону (наразі Хошимін у В’єтнамі). Наприкінці вересня судно вже знову було у Японії, звідки вийшло 28 вересня на південь, побувало в Такао (наразі Гаосюн на Тайвані) та на початку жовтня досягнуло Маніли.
12 – 29 жовтня 1943-го «Суец-Мару» прослідувало в конвої H-2 з Маніли до острова Хальмахера (північна частина Молуккського архіпелагу). 9 – 15 листопада судно провело круговий рейс до Манокварі (північно-східний кут новогвінейського півострова Чендравасіх), а потім перейшло на Амбон (південна частина Молуккського архіпелагу).
26 листопада 1943-го «Суец-Мару» вийшло в конвої з Амбону до Сурабаї (головна база на сході Яви), маючи на борту кілька сотень поранених та хворих японських військовослужбовців, біля п’яти з половиною сотень британських і нідерландських військовополонених та літак, що транспортували на ремонт. Вранці 29 листопада в Яванському морі дещо більш ніж за сотню кілометрів на північний схід від  острова Кангеан американський підводний човен USS Bonefish перехопив та торпедував «Суец-Мару». Тральщик W-12 підібрав 93 члена екіпажу та 205 японських солдат, проте 69 японців загинуло. У воді ще залишалось понад дві сотні полонених, яких за наказом командира W-12 розстріляли з кулеметів. Потопивши тараном рятувальні човни та пересвідчившись, що не видно вцілілих, японський тралищик попрямував на базу.